# ジュゼッペ・ペッラ
ジュゼッペ・ペッラ（Giuseppe Pella、1902年4月18日 - 1981年5月31日）は、イタリアの政治家。キリスト教民主主義に属し、1953年から1954年にかけて同国首相を務めた。またアルチーデ・デ・ガスペリが急死した1954年から1956年のあいだ、欧州石炭鉄鋼共同体の共同総会議長も務めた。

## 概要
ペッラはピエモンテのヴァルデンゴで生まれる。大学で経済と商学を修めたのち、ペッラは右派政党であるキリスト教民主主義の党員となる。アルチーデ・デ・ガスペリの第2次、第3次政権で財務次官を務めたのち、第4次政権で財務相に就任する。
ペッラは1948年から1953年にかけて財務相を務めていたが、そのリベラルでマネタリスト的な政策は共産党や社会党だけでなくキリスト教民主主義の一部からも批判的に捉えられていた。選挙法改定の失敗によってデ・ガスペリ政権が崩壊したことを受けて、ペッラは暫定政権の首班に任命された。ペッラは国家主義的な声明を発表したことでティトーとの間でトリエステ自由地域をめぐって激しい対立を起こしたが、このときペッラはさらに批判を受けることとなった。その後ペッラは1954年1月19日に首相を辞任した。
首相辞任後、ペッラはアドネ・ツォーリ、アントニオ・セーニ両政権で外相を、アミントレ・ファンファーニ政権で予算相を歴任した。しかしキリスト教民主主義と社会党の連立を嫌い、ペッラは政治の表舞台を一時退いていた。1972年、短命に終わったジュリオ・アンドレオッティ政権で財務相に就任する。
ペッラは1976年まで元老院議員を務め、1981年にローマでその生涯を閉じた。